# Josep Maria Bardolet Casellas
Josep Maria Bardolet Casellas   (Vic, 22 de febrer de 1964), conegut com a Mia Bardolet, és un antic pilot d'automobilisme català. Pilot del Reial Automòbil Club de Catalunya (RACC), sorgí de les copes de promoció per a joves pilots i més tard fou corredor de l'Escuderia Osona i, d'ençà de 1990, pilot oficial de Ford.

## Trajectòria esportiva
El 1985 guanyà el Trofeu Volant RACC i el Trofeu FAE, esdevenint el pilot revelació de la temporada. El 1986 fou campió de Catalunya de ral·lis amb Pilar Comte de copilot. El 1989 quedà primer en el Grup N del Campionat d'Espanya de ral·lis i un any més tard es convertí en pilot oficial de Ford. El 1991 guanyà el Campionat d'Espanya de ral·lis de terra i el 1993, el d'asfalt (l'any següent hi quedà tercer). A partir del 1995 continuà competint en ral·lis estatals amb l'equip SEAT.